# Chant de réalisation
Les chants de réalisation tibétain : ཉམས་མགུར, Wylie : nyams mgur, ou doha en sanskrit, sont des chants composés spontanément par des pratiquants bouddhistes.
L'auteur le plus connu est le célèbre yogi tibétain Milarépa, mais aussi Shabkar, un autre yogi tibétain. Des maîtres de la lignée Shangpa Kagyü et Karma Kagyu, dont Khenpo Tsultrim Gyamtso Rinpoché et Taranatha sont connus pour leurs chants.
« Le traité distinguant conscience individuelle et sagesse » (Wylie: rnam shes ye shes ‘byed pa) est un chant de réalisation composé par le 3e karmapa.